# 清水县
清水县是中国甘肃省天水市下属的一个县，位于甘肃东部。

## 地理
北纬34°32′-34°56′，东经105°45′-106°30′。与之接壤的县市有：东边陕西省陇县、宝鸡市，南边天水市秦州区和麦积区，西边秦安县，北边张家川回族自治县。

## 历史沿革
1958年12月，张家川回族自治县与清水县合并成立清水回族自治县。1961年12月，张家川回族自治县、清水县再度分设。

## 行政区划
清水县下辖15个镇、3个乡：
永清镇、红堡镇、白驼镇、金集镇、秦亭镇、山门镇、白沙镇、王河镇、郭川镇、黄门镇、松树镇、远门镇、土门镇、草川铺镇、陇东镇、贾川乡、丰望乡和新城乡。